# کمیسیون وینوگراد
کمیسیون وینوگراد (در انگلیسی: Winograd Commission در عبری: ועדת וינוגרדدر روسی: Виноград)نام کمیته تحقیق دولتی و مستقل اسرائیل است که در ۱۷ سپتامبر ۲۰۰۶ برای بررسی عملکرد دولتمردان و نظامیان این کشور در جریان جنگ اسرائیل و لبنان (۲۰۰۶) با حزب‌الله لبنان در شهر تل‌آویو با اختیارات تام تشکیل شد.
برخی از رسانه‌های معتبر بین‌المللی در واکنش به انتشار گزارش کمیته وینوگراد، تشکیل این کمیته و نبود هیچ محدودیتی برای انجام تحقیقات و احضار تمامی مقامات بلندپایه و تبعیت مقامات ارشد سیاسی و نظامی اسرائیل به حکم آن را، نشانه وجود دمکراسی و شفافیت در جامعه اسرائیل و پایبندی دولت اسرائیل به ارزش‌های دمکراتیک خواندند و آن را ستودند.

## اعضا
- ایلیاهو وینوگراد (قاضی بازنشسته) رئیس
- روت گاوسیون (حقوقدان)
- یزکل درور (حقوقدان)
- منهام انیان (ژنرال نیروی احتیاط)
- حییمه نادل (ژنرال نیروی احتیاط)

## وضعیت تحقیقات
این کمیته بعد از بازجویی ۷۰ نفر از جمله نخست‌وزیر در ۱۳ مارس ۲۰۰۷ (۱۰ اردیبهشت) گزارش مقدماتی ۱۵ صفحه‌ای خود را ارائه داد.
در این گزارش ایهود اولمرت (نخست‌وزیر)، عمیر پرتز (وزیر دفاع) و دان حالوتس (رئیس پیشین ستاد کل نیروهای دفاعی اسرائیل) را مسئول بخشی از ناکامی‌های جدی در فرماندهی جنگ با حزب‌الله لبنان معرفی کرد.

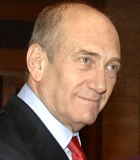
ایهود اولمرت، نخست وزیر اسرائیل
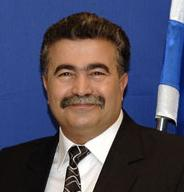
عمیر پرتز وزیر دفاع اسرائیل
دان حالوتس، رئیس پیشین ستاد کل نیروهای دفاعی اسرائیل

## گزارش نهایی کمیته
گزارش نهایی کمیته وینوگراد از ارزیابی کامل دلایل ناکامی نیروهای دفاعی اسرائیل در نبرد با حزب‌الله لبنان، با مسئول معرفی کردن سه مقام ارشد، شامل: نخست‌وزیر، وزیر جنگ و رئیس وقت ستاد مشترک کل نیروهای دفاعی اسرائیل منتشر شد. وینوگراد در گزارش نهایی خود، ایهود اولمرت نخست‌وزیر، عمیر پرتز وزیر جنگ و دان حالوتس رئیس سابق ستاد مشترک کل نیروهای دفاعی اسرائیل را مسئول ناکامی اسرائیل در نابودی کامل حزب‌الله لبنان در جنگ اسرائیل علیه لبنان (۲۰۰۶) معرفی کرد.
برطبق نتایج تحقیقات کمیته وینوگراد، ایهود اولمرت نخست‌وزیر، در جنگ اسرائیل علیه لبنان (۲۰۰۶) برخلاف قوانین موجود، مسئولیت تصمیم‌گیری و اداره جنگ را به فرماندهان ارتش و ستاد کل فرماندهی و عملیات نیروهای دفاعی اسرائیل واگذار کرده بود، در حالیکه طبق قانون مسئولیت اداره جنگ برعهده شخص نخست‌وزیر بود.
عمیر پرتز در مقام وزارت دفاع اسرائیل، از کارشناسان امنیتی استفاده نکرد و دان حالوتس که مقام فرماندهی ستاد کل نیروهای دفاعی اسرائیل را برعهده داشت، توان موشکی حزب‌الله لبنان به شهرهای شمالی اسرائیل را جدی نگرفت و در هیچ برهه‌ای از جنگ به غیر از هدف قراردادن سکوهای پرتاب موشک حزب‌الله، برنامه مشخصی را برای نابودی کامل با این حملات ارائه نکرد.
دولت اولمرت فرمان جنگ را در حالی صادر کرد که هیچ برنامه و طرح منسجمی از قبل برای آن نداشت. نخست‌وزیر برای پرهیز از افزایش شمار مجروحان از دست زدن به عملیات زمینی در جنوب لبنان تا روزهای پایانی جنگ خودداری کرد، در حالیکه در ازای آن هیچ راه حل جایگزینی به غیر از حملات بی‌وقفه هوایی ارائه نکرد.

## نتایج

### استعفاها
عمیر پرتز وزیر دفاع نیروهای دفاعی اسرائیل، پس از آنکه در گزارش کمیسیون وینوگراد از عملکرد او در جنگ اسرائیل و لبنان (۲۰۰۶) انتقاد شد، در روز ۶ مه (۱۶ اردیبهشت) اعلام کرد که از مقام خود کنار خواهد رفت.
پس از گزارش، رئیس فراکسیون حزب کادیما در کنیست هم استعفا کرد.

### اعتراضات
در ۲ مه ۲۰۰۷ کمیسیون وینوگراد، ایهود اولمرت را مقصر ناکامی در فرماندهی جنگ با حزب‌الله لبنان معرفی کرد این حکم باعث شد ۱۰۰٫۰۰۰ نفر از مردم اسرائیل در تجمعی در تل‌آویو خواستار استعفای او شوند.